# Клай, Иоганн (младший)
Иоганн Клай, Клай Младший (нем. Johann Klaj, Clajus der Jüngere; 1616 — 16 февраля 1656) — немецкий поэт.

## Биография
Иоганн Клай родился в 1616 году в городе Мейсене. Изучал теологию в Виттенберге. Один из главных представителей нюрнбергской школы поэтов; вместе с Георгом Филиппом Харсдорфером в 1644 году основал нюрнбергское поэтическое общество «Пегницкий цветочный орден» (по названию реки Пегниц, протекающей через Нюрнберг). 
В поэме «Пегницкая идиллия» (нем. «Pegnesisches Schäfergedicht», 1641), написанной совместно с Харсдорфером, в аллегорической форме описывается приезд авторов в Нюрнберг. Некоторые из духовных стихотворений Клая несколько веков находились в немецких молитвенниках. 
Клаю принадлежат также духовные драматические поэмы (оратории) «Воскресение Христово» (нем. «Die Auferstehung Jesu Christi», 1644), «Ирод Детоубийца» (нем. «Herodes der Kindermörder», 1645) и др. 
Иоганн Клай умер 16 февраля 1656 года в городе Китцингене. 